# خونین
خونین (به اسپانیایی: Junín) شهری در کشور آرژانتین، استان بوئنوس آیرس است که در سال ۲۰۰۹ میلادی، حدود ۸۲٬۴۲۷ نفر جمعیت داشته است.

## نگارخانه

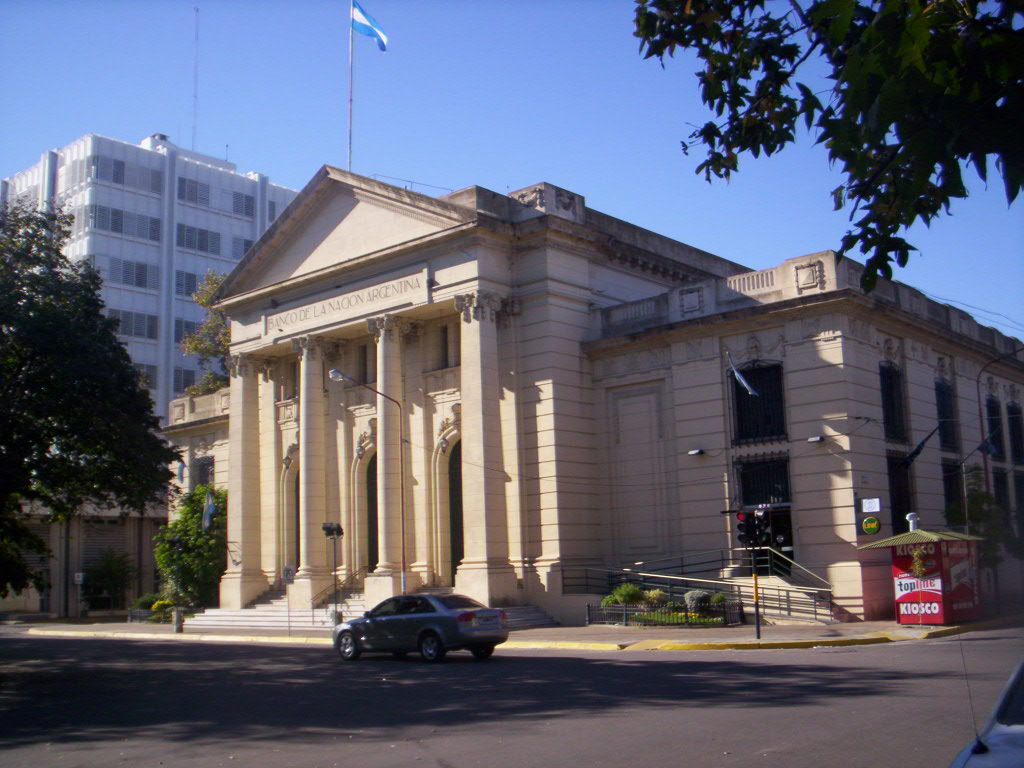
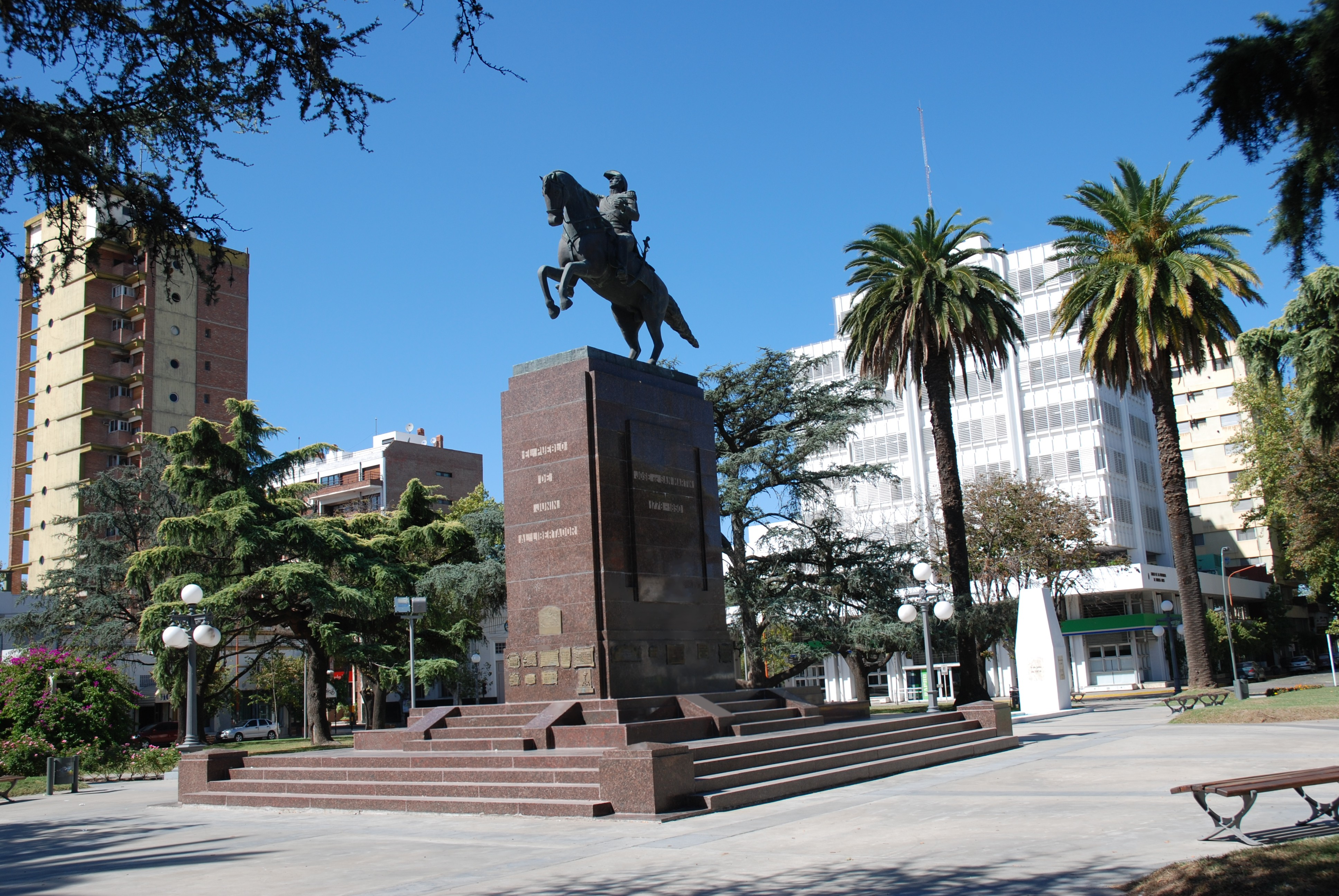
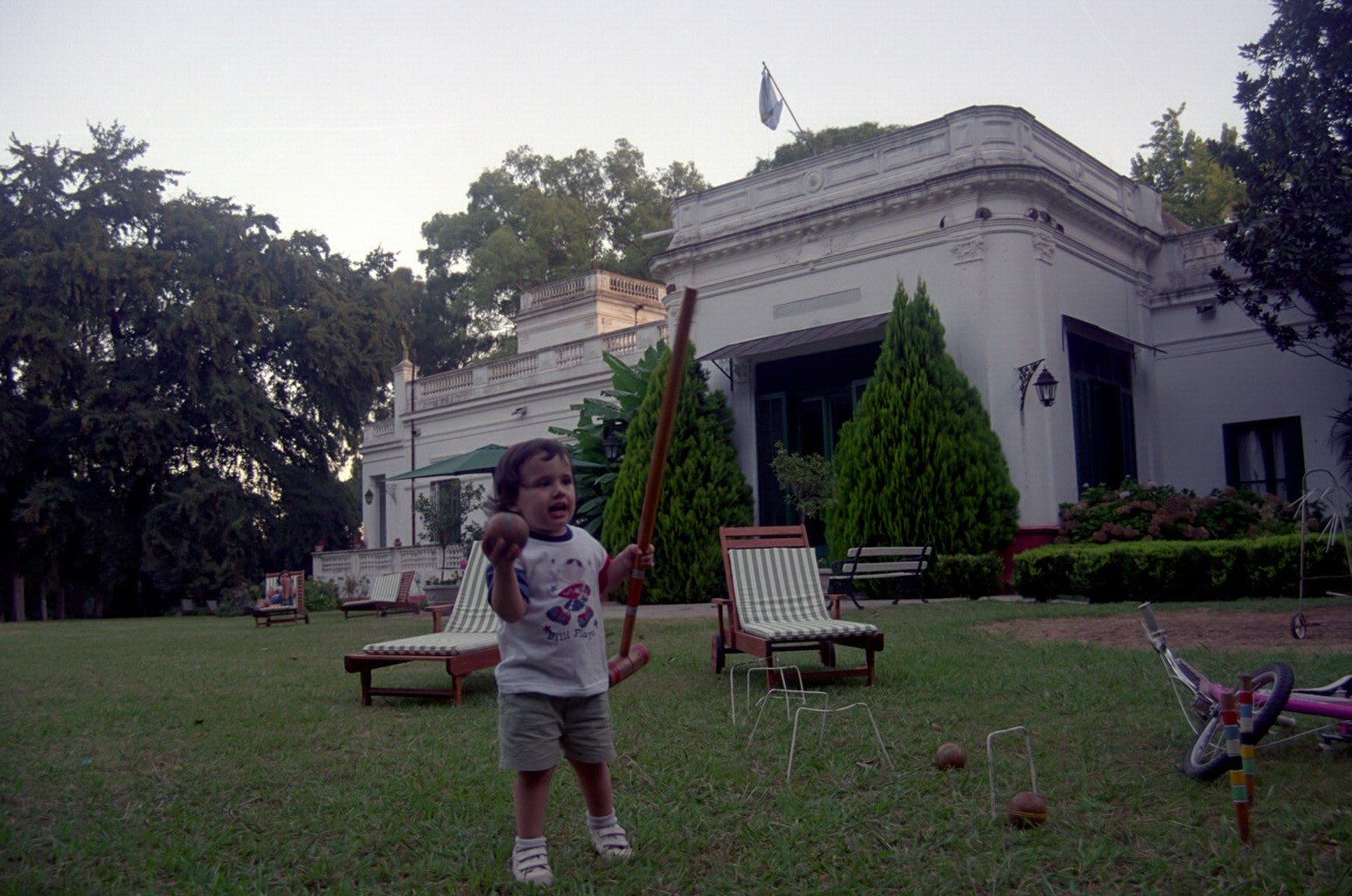
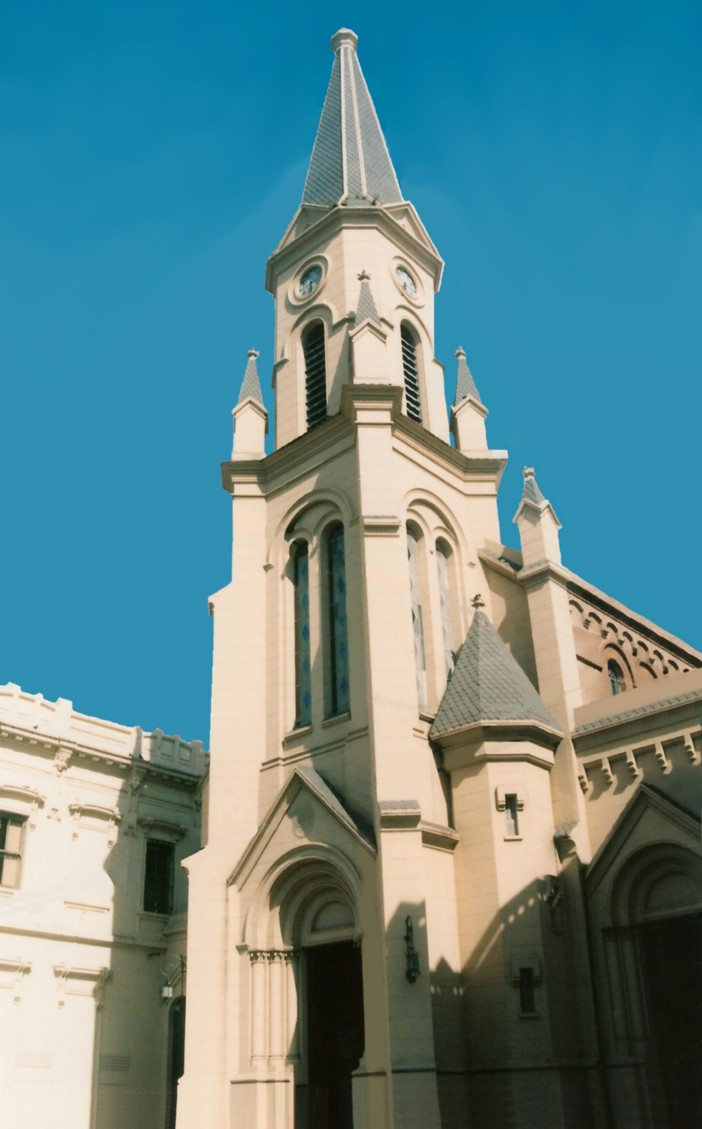
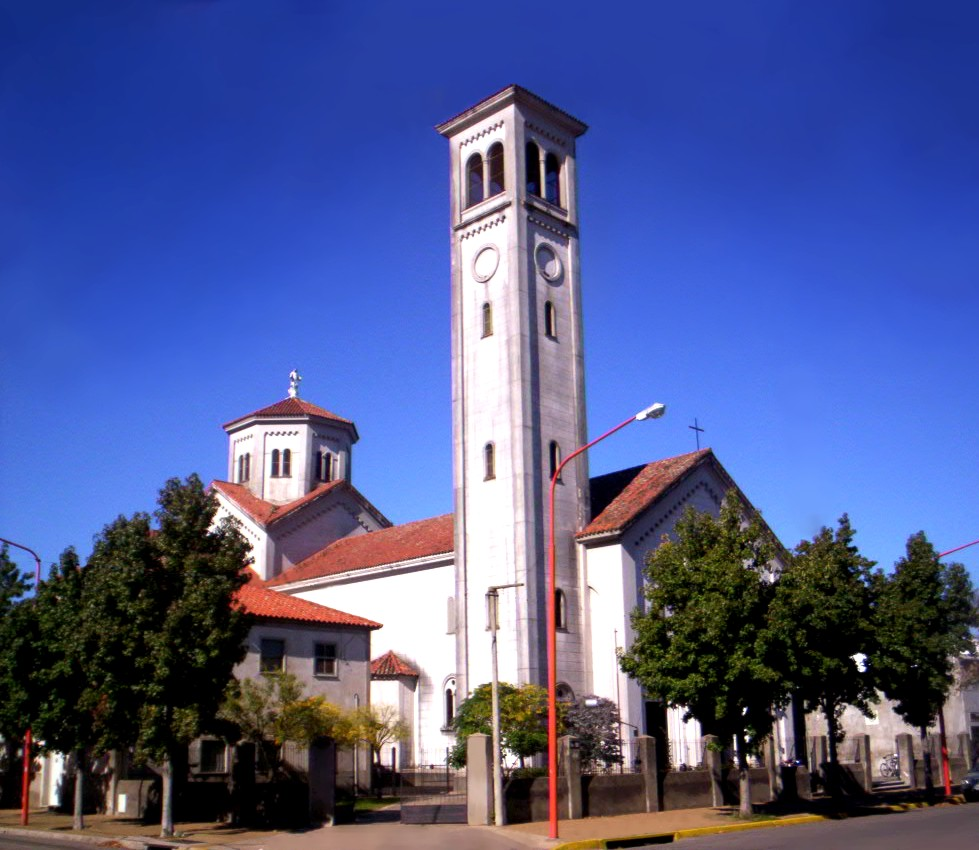
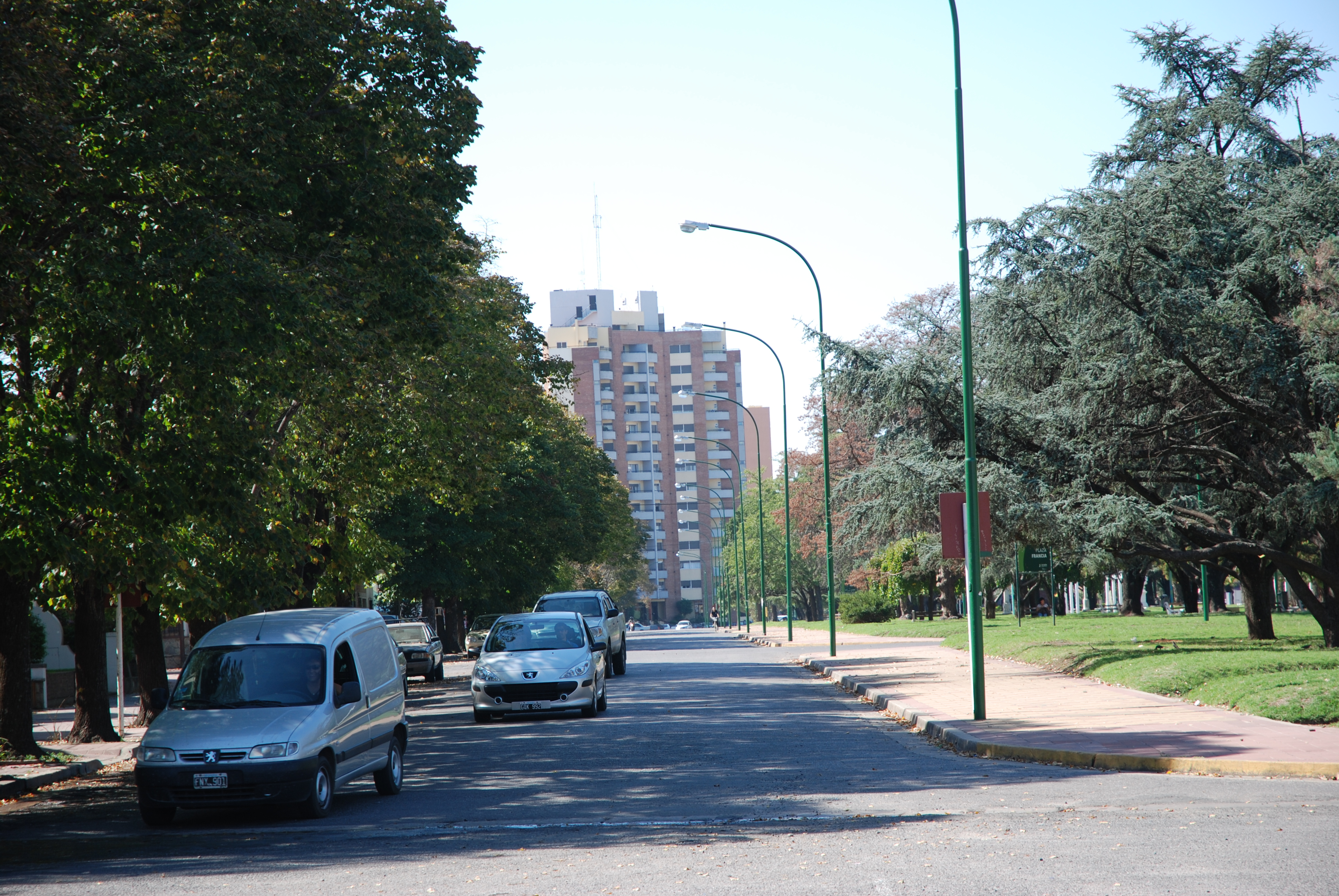
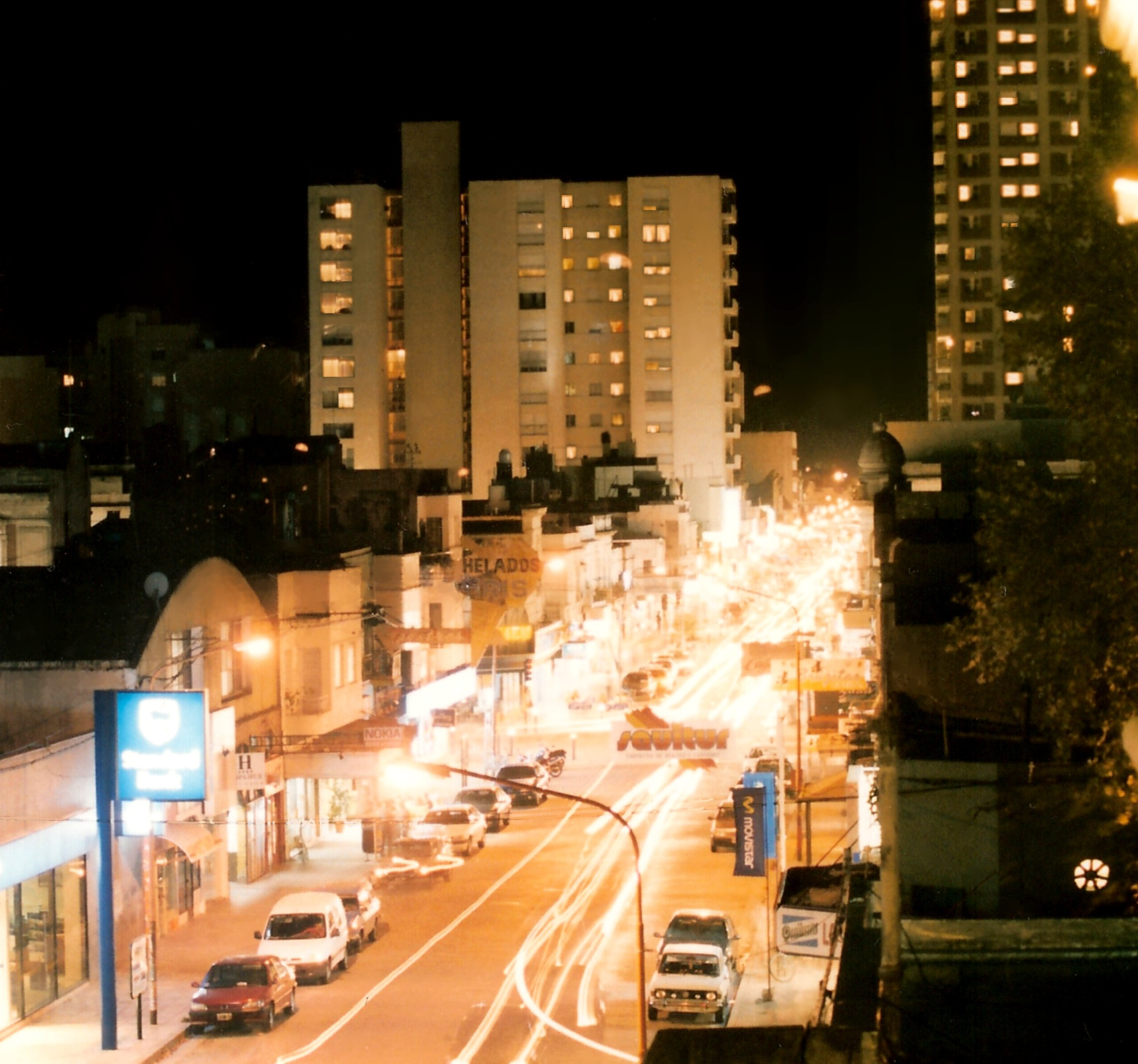
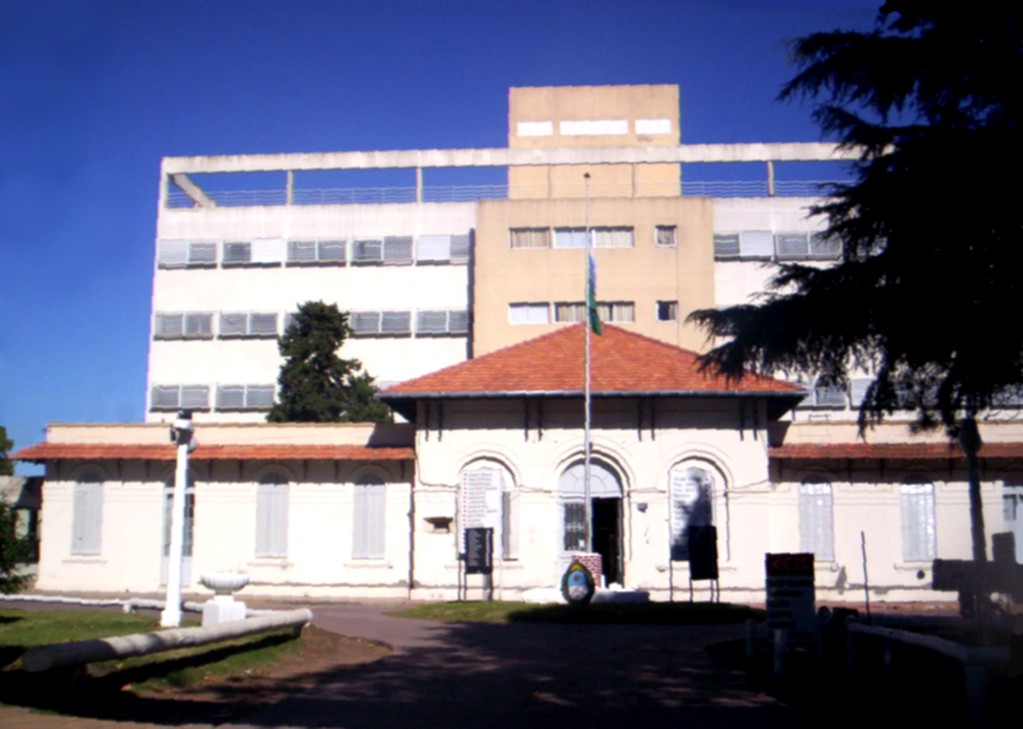
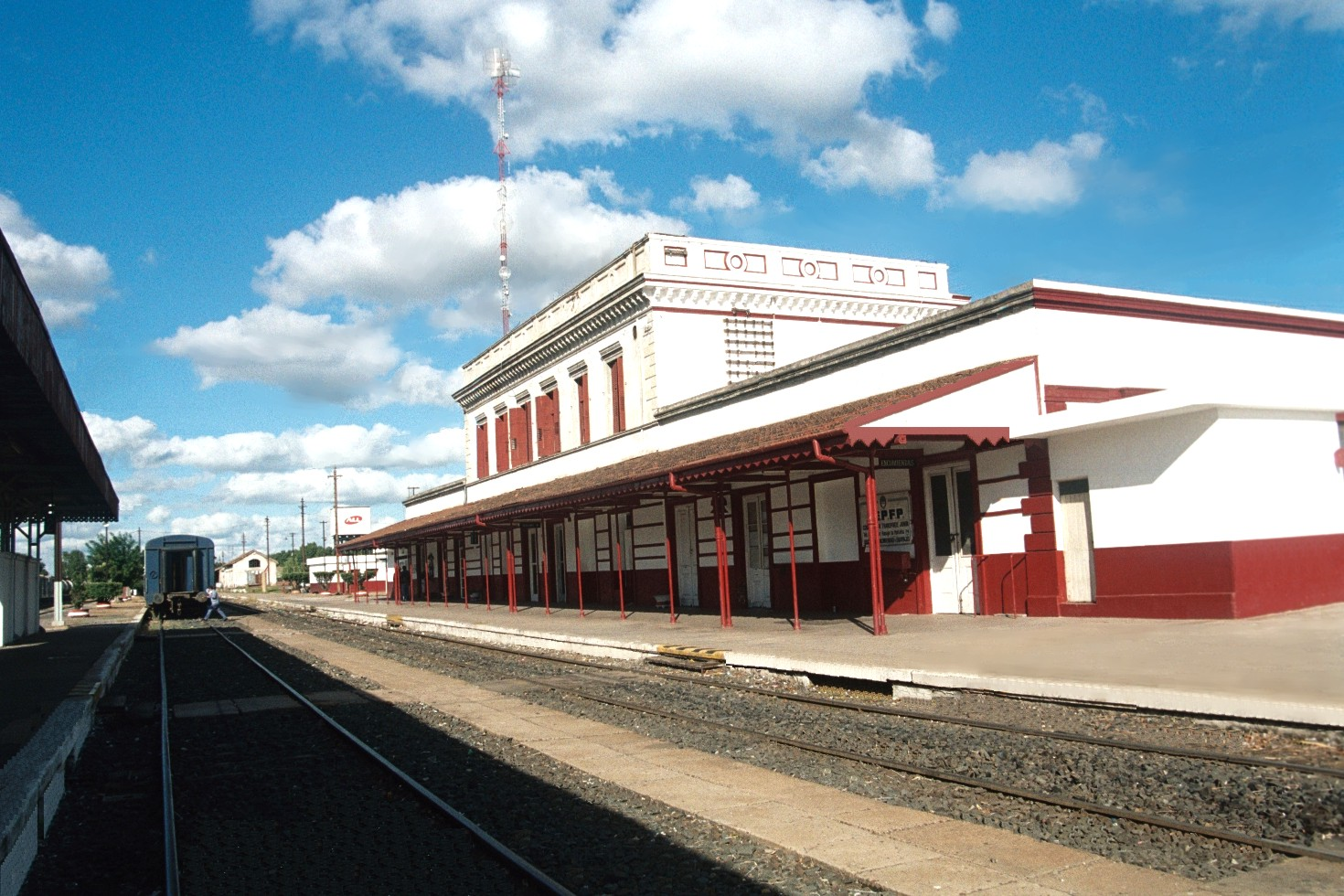
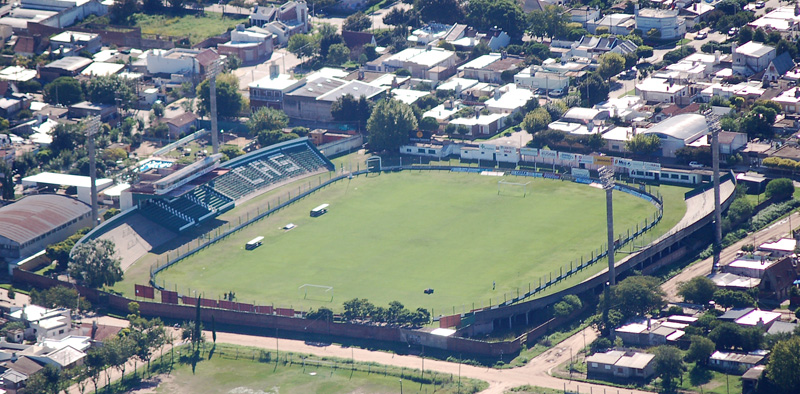
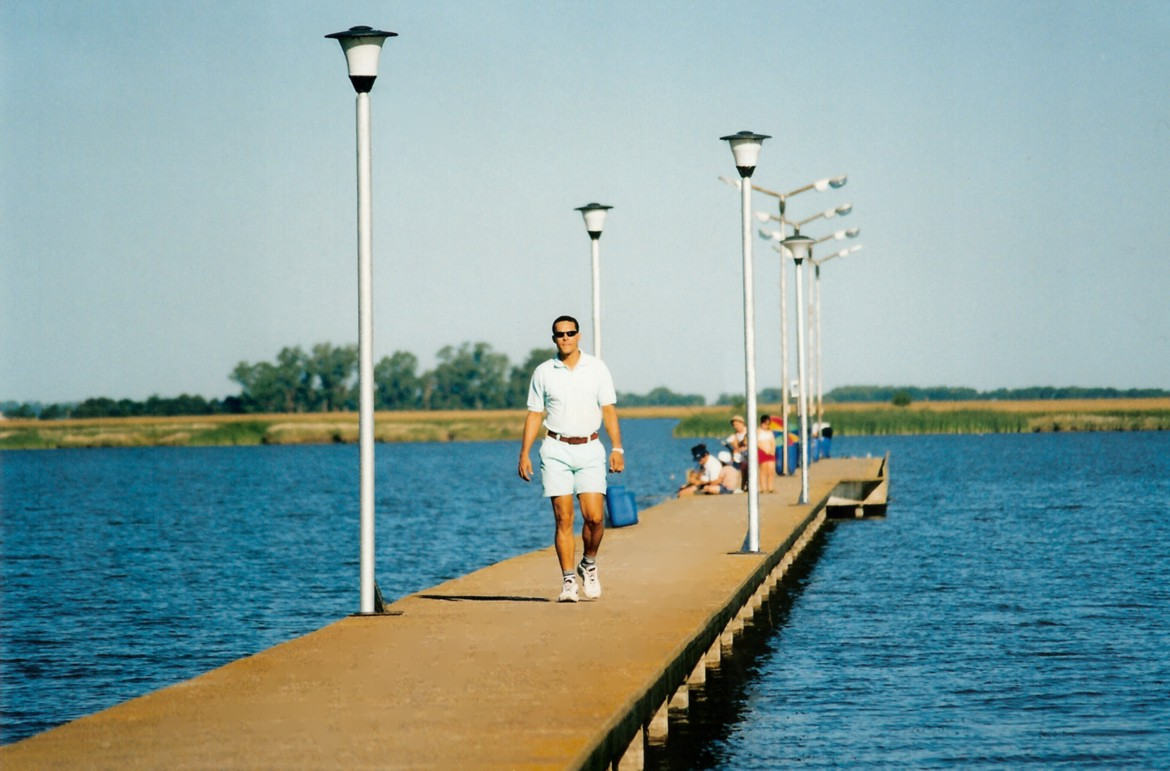
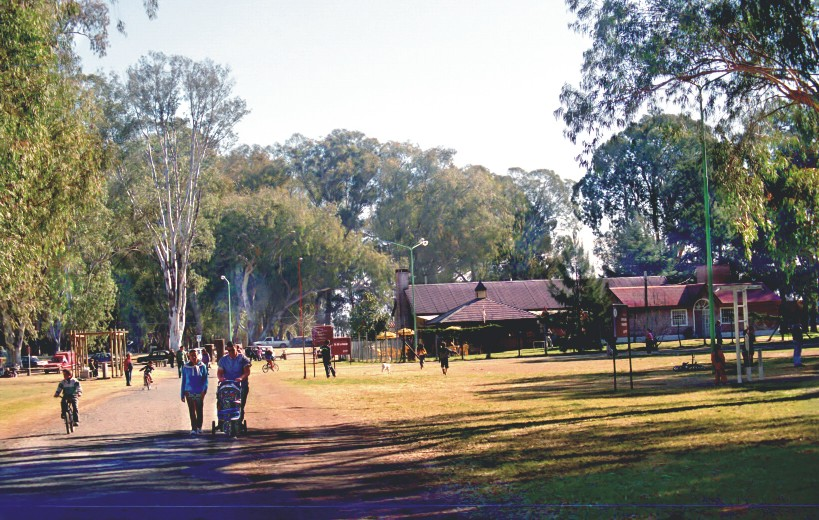
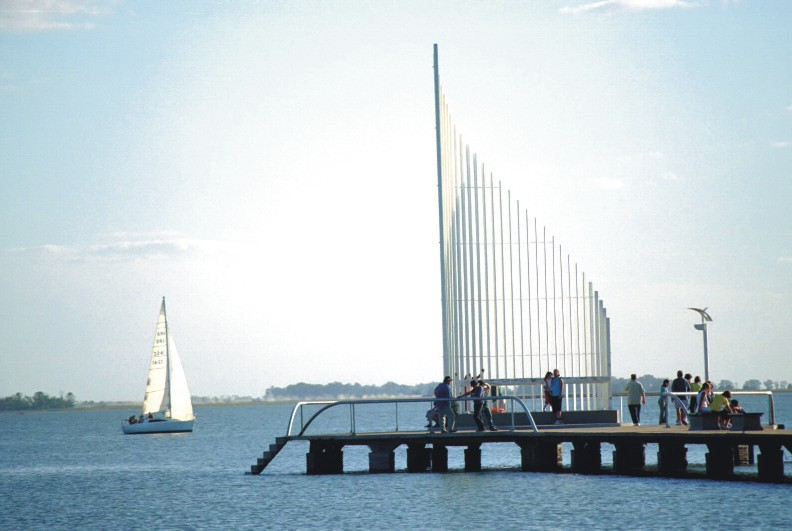